# 马库斯·斯马特
馬庫斯·奧斯蒙德·史馬特（英語：Marcus Osmond Smart，1994年3月6日—），出生于德克薩斯州達拉斯，美國職業籃球運動員，司职控球後衛。目前效力於NBA洛杉磯湖人。

## 早年
史馬特是和比利·弗蘭克斯玛特的兒子．他有三個哥哥：托德·威斯布魯克（已故），傑夫·威斯布魯克，和邁克爾·斯马特。他高中時就讀德克薩斯州爱德华·S·马库斯高中，以及一個他的俄克拉荷馬州立大学隊友——菲利普·福特。在他高三那年，史馬特場均15.1分，9.2個籃板和5次助攻。在他的高中生涯中，他在三个赛季获得了115胜6负紀錄，并获得了两届5A州冠军。他還被評為麥當勞全美最佳球員，並且是ESPFHS一線隊的全美球員。六年級以前，史馬特喜好從事美式足球，並在閒暇時間打網球。斯馬特被ESPN.com評為五星級新人，史马特2012年被列為在全美第一得分後衛和第十球員。

## 大學時期
史马特在俄克拉荷马州立大学的大一时，史马特率領俄克拉荷马州立大学创造了24胜8负的纪录，在12大联盟中名列第三，仅次于堪萨斯大学和堪萨斯州立大学。史马特場均15.4分，5.8個籃板，4.2次助攻，以总数99次抢断及场均3.0次抢断领先于12大联盟。儘管史馬特與牛仔隊以當年西區排名第五名的姿態闖入了當年的NCAA中。最後還是在第一輪的比賽中，遭排名12號種子的俄勒冈大学淘汰。
2013年4月17日，史马特在俄克拉荷马州立大学学生会举行了记者招待会，並宣布他將不會參加NBA選秀，而是，回到俄勒岡州立大學為他的第二個賽季准备。在2013年11月19日史马特取得俄勒岡州立大學的單場最高得分紀錄39分，帶領7号种子俄克拉荷马州立大学擊敗11号种子孟菲斯大学。2014年2月8日，在与德克萨斯理工大学的比賽中，在比赛最后几分钟与球迷发生口角后，并得到了一次技术犯规，赛后报道称，史马特声称这名球迷对他有种族歧視的言论。在第二天下午的新聞發布會，史马特及教練特拉维斯·福特對此事件決定不做出更多表態。該名粉絲則表示並未说種族歧視的言論攻擊史马特，而是以"垃圾"稱呼史马特。風波最後以史馬特禁賽三場及該名粉絲不能现场观战接下來2013-14赛季剩餘的德克萨斯理工大学比賽作為收尾。2014年2月13日，史馬特被提名为奈史密斯学院年度最佳球员的30位球員之一。在2014年NCAA錦標賽的第一場比賽，俄克拉荷马州立大学輸給冈萨加大学，他以23分，13個籃板，7次助攻和6次抄截，成為NCAA賽事歷史上第一位20分，10個籃板，5次助攻和5次抄截的球员。
2014年4月7日，史马特宣布參加NBA選秀，放棄他最後兩年的大學資格。

### 大學數據
| 賽季     | 球隊               | GP | GS | MPG  | FG%  | 3P%  | FT%  | RPG | APG | SPG | BPG | PPG  |
| -------- | ------------------ | -- | -- | ---- | ---- | ---- | ---- | --- | --- | --- | --- | ---- |
| 2012–13  | 俄克拉荷马州立大学 | 33 | 32 | 33.5 | .404 | .290 | .777 | 5.8 | 4.2 | 3.0 | .7  | 15.4 |
| 2013–14  | 俄克拉荷马州立大学 | 31 | 31 | 32.7 | .422 | .299 | .728 | 5.9 | 4.8 | 2.9 | .6  | 18.0 |
| 職業生涯 | 職業生涯           | 64 | 63 | 33.1 | .413 | .295 | .751 | 5.9 | 4.5 | 2.9 | .6  | 16.6 |

## 职业生涯

### 波士頓凱爾特人（2014年–2023年）
2014年6月26日，斯玛特在2014年NBA選秀第六順位被波士頓凱爾特人选中，他代表凱爾特人參加2014年NBA夏季聯賽。7月10日與球隊簽下了合約。
他在11月7日凱爾特人101-98戰勝印第安那步行者的NBA第五場比賽中扭傷了左腳踝，他接受了磁共振成像（MRI）并要休息兩到三週，史马特在12月3日对阵底特律活塞的比赛中复出，12月4日，他被下放到波士顿凯尔特人的NBA發展聯盟球队緬因紅爪。第二天他被召回。2015年3月18日，他拿下了賽季最高的25分，但球队最後還是輸給俄克拉何马城雷霆。3月21日，因前一天晚上對聖安東尼奧馬刺的比赛中击打馬特·邦納被禁賽一場。5月18日，史马特入選了NBA最佳新秀陣容第二隊，在投票過程中贏得142票。
2015年7月16日，在2015年拉斯維加斯夏季聯賽，史马特的右手指脫臼，
2015年11月15日，他拿下了職業生涯最高的26分，最終100–85擊敗少了凱文·杜蘭特的俄克拉何马城雷霆。
2016年1月15日，在戰勝鳳凰城太陽的比賽中，史馬特以10分、11次助攻和11個籃板創下了職業生涯的首個三雙，成為自1971年阿特·威廉姆斯以來第一位在替補席上取得三雙的塞爾提克球員。
2017年1月24日至2月14日期間，史馬特在洛杉磯的球隊酒店被玻璃割傷了手，缺席了11場比賽。
2018年6月29日，塞爾提克提出了一個合格的報價，讓史馬特成為一名受限制的自由球員。2018年7月19日，史马特與凯尔特人簽下4年5200萬合約。賽季結束後，他入選NBA最佳防守陣容第一隊。
2020年3月20日，史馬特體檢時被發現感染2019新型冠狀病毒。
2021年8月16日，史马特與凯尔特人簽下4年7700萬合約。
2022年4月18日，史馬特被評為NBA年度最佳防守球員，他也是繼1996年的「手套」蓋瑞·裴頓後首位得到此獎項的控球後衛，也是繼凱文·賈奈特後第二位塞爾提克拿到這項殊榮。

### 曼斐斯灰熊（2023–2025）
2023年6月22日，史馬特被送到曼斐斯灰熊和今年首輪25順位的籤以及2024年來自於金州勇士的首輪選秀權送到塞爾提克，華盛頓巫師二當家波爾津吉斯將改披波士頓塞爾提克戰袍，巫師得到Tyus Jones以及來自塞爾提克的2023年35順位選秀權。

### 華盛頓奇才（2025–）
2025年2月6日，曼菲斯灰熊將马库斯·斯马特交易至華盛頓奇才得到了2張次輪籤。

## NBA生涯數據

### 例行賽
| 賽季     | 球隊     | GP  | GS  | MPG  | FG%  | 3P%  | FT%  | RPG | APG | SPG | BPG | PPG  |
| -------- | -------- | --- | --- | ---- | ---- | ---- | ---- | --- | --- | --- | --- | ---- |
| 2014–15  | BOS      | 67  | 38  | 27.0 | .367 | .335 | .646 | 3.3 | 3.1 | 1.5 | .3  | 7.8  |
| 2015–16  | BOS      | 61  | 10  | 27.3 | .348 | .253 | .777 | 4.2 | 3.0 | 1.5 | .3  | 9.0  |
| 2016–17  | BOS      | 79  | 24  | 30.4 | .359 | .284 | .812 | 3.9 | 4.6 | 1.6 | .4  | 10.6 |
| 2017–18  | BOS      | 54  | 11  | 29.9 | .367 | .301 | .729 | 3.5 | 4.8 | 1.3 | .4  | 10.2 |
| 2018–19  | BOS      | 80  | 60  | 27.5 | .422 | .364 | .806 | 2.9 | 4.0 | 1.8 | .4  | 8.9  |
| 2019–20  | BOS      | 60  | 40  | 32.0 | .375 | .347 | .836 | 3.8 | 4.9 | 1.7 | .5  | 12.9 |
| 2020–21  | BOS      | 48  | 45  | 32.9 | .398 | .330 | .790 | 3.5 | 5.7 | 1.5 | .5  | 13.1 |
| 2021–22  | BOS      | 71  | 71  | 32.3 | .418 | .331 | .793 | 3.8 | 5.9 | 1.7 | .3  | 12.1 |
| 2022–23  | BOS      | 61  | 61  | 32.1 | .415 | .336 | .746 | 3.1 | 6.3 | 1.5 | .4  | 11.5 |
| 職業生涯 | 職業生涯 | 581 | 360 | 30.0 | .386 | .323 | .777 | 3.5 | 4.6 | 1.6 | .4  | 10.6 |

### 季後賽
| 賽季     | 球隊     | GP  | GS | MPG  | FG%  | 3P%  | FT%  | RPG | APG | SPG | BPG | PPG  |
| -------- | -------- | --- | -- | ---- | ---- | ---- | ---- | --- | --- | --- | --- | ---- |
| 2015     | BOS      | 4   | 3  | 22.5 | .483 | .231 | .533 | 2.8 | 1.3 | .3  | .3  | 9.8  |
| 2016     | BOS      | 6   | 1  | 32.2 | .367 | .344 | .810 | 4.5 | 3.0 | 1.7 | .8  | 12.0 |
| 2017     | BOS      | 18  | 3  | 29.9 | .351 | .397 | .640 | 4.7 | 4.7 | 1.5 | .9  | 8.6  |
| 2018     | BOS      | 15  | 4  | 29.9 | .336 | .221 | .735 | 3.7 | 5.3 | 1.7 | .7  | 9.8  |
| 2019     | BOS      | 2   | 0  | 16.0 | .091 | .091 | .667 | 2.0 | 2.0 | 1.5 | .0  | 3.5  |
| 2020     | BOS      | 17  | 16 | 38.1 | .394 | .333 | .875 | 5.2 | 4.6 | 1.2 | .5  | 14.5 |
| 2021     | BOS      | 5   | 5  | 36.0 | .439 | .372 | .714 | 4.4 | 6.0 | 1.0 | .2  | 17.8 |
| 2022     | BOS      | 21  | 21 | 36.2 | .405 | .350 | .806 | 4.5 | 5.9 | 1.2 | .2  | 15.4 |
| 2023     | BOS      | 20  | 20 | 34.0 | .453 | .361 | .800 | 4.0 | 5.1 | 1.3 | .3  | 14.9 |
| 職業生涯 | 職業生涯 | 108 | 73 | 33.1 | .396 | .334 | .762 | 4.3 | 4.9 | 1.3 | .5  | 12.8 |